# Cens dels Estats Units del 2000
El 22è cens dels Estats Units d'Amèrica, que va dur a terme la Census Bureau, va determinar que la població resident dels Estats Units d'Amèrica a dia 1 d'abril de l'any 2000 era de 281.421.906 persones, un increment del 13,2% respecte a les 248.709.873 persones registrades durant el cens de l'any 1990.
La població resident als Estats Units inclou la quantitat total d'habitants en els 50 estats i en al Districte de Colúmbia. També s'hi van comptar els residents de l'estat lliure associat de Puerto Rico, que va resultar tenir una població de 3.808.610, un augment del 8,1% respecte a la dècada anterior.
Aproximadament el 16% de les llars va rebre un "formulari llarg" del cens de 2000, que conté més de 100 preguntes. La documentació completa sobre el cens de 2000, incloent els formularis del cens i una història processal, està disponible a la Integrated Public Use Microdates Series.

## Disponibilitat de dades
Les microdades en el cens de 2000 estan disponible gratuïtament a través de la Integrated Public Use Microdates Series. Les dades globals per a àrees petites, juntament amb els arxius electrònics de frontera, es poden descarregar des del National Historical Geographic Information System.

## Canvis en la població
Regionalment, el Sud i Oest han experimentat el gruix del creixement de població nacional, 14.790.890 i 10.411.850, respectivament. Això vol dir que el centre mitjà de la població dels Estats Units es mou al comtat de Phelps (Missouri). El Nord-est cresqué 2.785.149; l'Oest Mitjà en 4.724.144.

(els mapes no estan a escala)

## Perfil de la població
La població resident dels EUA inclou el nombre total de persones en els 50 estats i el Districte de Colúmbia. L'Oficina també va enumerar els residents de l'estat associat de Puerto Rico, amb una població de 3.808.610, és a dir, amb un increment del 8,1% respecte al nombre d'una dècada abans.
En la introducció a un perfil de la població més detallada, l'Oficina del Cens va destacar els següents fets sobre la dinàmica de població dels EUA:
- El 75% dels enquestats van dir que eren blancs o caucasians i no d'una altra raça;
- Els hispànics representaven el 12,5% de la població, contra el 9% en 1990;
- El 12,4% (34,5 milions) eren descendents d'alemanys; alemanys dels Estats Units.
- El 12,3% eren negres o afroamericans;
- El 3,6% dels enquestats eren asiàtics;
- El 2,4% (6,8 milions)[2] dels enquestats eren multiracials (2 o més races). El cens de 2000 fou el primer a proporcionar les primeres opcions de l'enquesta per als nord-americans multiracials.
- Entre 1990 i 2000, la població entre 45 i 54 anys va créixer un 49% i la que té 85 anys i més va créixer un 38%;
- Les dones superen els homes en proporció de dos a un entre els 85 i més anys ;
- Gairebé un de cada cinc adults tenien algun tipus de discapacitat en 1997, i la probabilitat de tenir una discapacitat augmenta amb l'edat ;
- Les famílies (a diferència dels homes o de les dones que viuen soles) segueixen dominant les llars dels Estats Units, però no tant com ho van fer fa trenta anys;
- Des de 1993, les famílies i no-famílies han vist augmentada la mitjana d'ingressos de la llar, amb un creixement ràpid de les "llars encapçalades per una dona sense espòs present";
- Les persones en famílies de parelles casades tenien la més baixa taxes de pobresa;
- Els pobres de qualsevol edat eren més propensos que altres a la manca de cobertura sanitària;
- El nombre d'estudiants de primària i secundària en 2000 no va aconseguir el màxim històric de 49 milions aconseguit en 1970;
- Les millores en l'assoliment educatiu creuen les línies racials i ètniques,
- La majoria (51%) de les llars nord-americans tenien accés a microordinadors, el 42% té accés a internet[3]

## Redistribució
Els resultats del cens s'utilitzen per determinar quants districtes congressuals de cada estat són prorratejats. El Congrés defineix la fórmula, de conformitat amb el Títol 2 del Codi dels EUA, per redistribuir entre els estats els 435 escons de la Cambra de Representants dels Estats Units. El repartiment de la població consisteix en la població resident dels cinquanta estats, a més dels empleats civils militars i federals a l'estranger i els familiars que viuen amb ells, que poden ser assignats a un Estat. Cada membre de la Cambra representa una població al voltant de 647.000 habitants. La població del Districte de Colúmbia i Puerto Rico estan excloses del prorrateig de la població perquè no tenen escons de vot a la Cambra de Representants dels EUA.
Des del primer cens en 1790, el recompte decennal ha estat la base per a la forma representativa de govern dels Estats Units. l'article I, secció II especifica que "el nombre de representants no excedirà d'un per cada trenta mil, però cada Estat tindrà almenys un representant." En 1790, cada membre de la Cambra representava al voltant de 34.000 residents. Des de llavors, la Cambra ha més que quadruplicat en grandària, i el 1911 els representants es van fixar en 435. Avui en dia, cada electe representa prop de 20 vegades el nombre d'electors.

## Idiomes
La Modern Language Association s'encarrega d'investigar i detallar informació sobre els 36 idiomes i 7 grups de llengües menys comunes. L'anglès predomina com a llengua principal, parlada en les llars pel 82,12% de la població.
El 17,88% restant es divideix de la següent manera (solament s'assenyalen els idiomes que contribueixen més d'un 1%):
1. Castellà o llenguatges criolls basats en el castellà (59,8%)
2. Francès o llenguatges criolls basats en el francès (4,47%)
3. Xinès (4,31%)
4. Alemany (2,59%)
5. Tagalog (2,61%)
6. Vietnamita (2,15%)
7. Italià (2,15%)
8. Coreà (1,90%)
9. Rus (1,50%)
10. Polonès (1,42%)
11. Àrab (1,31%)
12. Portuguès o llenguatges criolls basats en el portuguès (1,20%)
13. Japonès (1,02%)